# 우혜진
우혜진(1979년 8월 22일 ~ )은 대한민국의 전직 기상 캐스터다. 숙명여자대학교 기악학과를 나왔으며, 2004년 SBS 공채 기상캐스터로 입사했다.

## 학력
- 숙명여자대학교 기악 학사